# 瑞雲寺 (岡山市)
瑞雲寺（ずいうんじ）は、岡山県岡山市北区番町にある日蓮宗の寺院。山号は黄門山。旧本山は小湊誕生寺、生師法縁。岡山大空襲を免れた江戸時代中期の本堂をはじめ、庫裡、書院、茶室、白位堂、山門などが残る。

## 歴史
能勢頼仲（多田頼貞の子）が建立した願満山成就寺が起源。慶長7年（1602年）岡山城主小早川秀秋が葬られ法名瑞雲院殿前黄門秀巌日詮大居士に因み寺号を改めた。

## 施設
- 本堂・・・小早川秀秋の墓がある。
- 白位堂・・・白位大明王と宝珠大明王を祀る。

## 参考資料
- 日蓮宗寺院大鑑編集委員会『宗祖第七百遠忌記念出版 日蓮宗寺院大鑑』大本山池上本門寺 (1981年)